# Černá řeka (přítok Rudé řeky)
Černá řeka (vietnamsky Sông Đà, čínsky 李仙江, pchin-jin Lǐ Xiān Jiāng, český přepis Li-sien-ťiang) je řeka v Číně (Jün-nan) a ve Vietnamu (Hanoj, Dien Bien, Phu Tho, Lai Chan). Je dlouhá přibližně 1000 km, z toho 527 km ve Vietnamu.

## Průběh toku
Vzniká soutokem řek Pa-pien-ťiang (Bǎ Biān Jiāng, 把邊江) a A-mo-ťiang (Āmò Jiāng, 阿墨江) v Jünnanské vysočině, mezi pohořími Wu-liang-šan (Wú Liàng Shān, 无量山) na západě a Ai-lao-šan (Āi Láo Shān, 哀牢山) na východě. Teče převážně v hluboké dolině ze severozápadu na jihovýchod. Je to pravý největší přítok Rudé řeky (Sông Hồng, 红河).

## Vodní stav
Má monzunový režim s letními a podzimními nejvyššími vodními stavy.

## Využití
Na dolním toku se voda využívá na zavlažování a to především pro potřeby pěstování rýže. Na řece leží město Hoa Binh.